# Sarcophaga ghaiae
Sarcophaga ghaiae är en tvåvingeart som beskrevs av Nandi 1979. Sarcophaga ghaiae ingår i släktet Sarcophaga och familjen köttflugor. Inga underarter finns listade i Catalogue of Life.